# خوسيه لويس أوسوريو
خوسيه لويس أوسوريو (بالإسبانية: José Luis Osorio)‏ (4 نوفمبر 1980 بمدينة مكسيكو في المكسيك - ) هو لاعب كرة قدم مكسيكي في مركز الهجوم. شارك مع منتخب المكسيك تحت 17 سنة لكرة القدم. أما مع النوادي، فقد لعب مع نادي أونيفرسيداد ناسيونال ونادي أليانزا ‏ وأتلتيكو مارته ‏ وAlacranes Del Norte ‏ وA.D. Chalatenango ‏ وAlbinegros de Orizaba ‏.

## وصلات خارجية
- خوسيه لويس أوسوريو على موقع الاتحاد الدولي (مؤرشف)  (الإنجليزية)